# BSN THE NEWS
『BSN THE NEWS』（ビーエスエヌ・ザ・ニュース）は、2009年7月6日から2010年3月26日まで新潟放送（BSNテレビ）で平日午後に放送されていたスポットニュース番組で、『THE NEWS 新潟』の姉妹番組にあたる（協力：新潟日報）。

## 放送時間
- 月曜 - 金曜 15:55 - 16:00 （2009年7月6日 - 2010年3月26日、JST）

## キャスター
- シフト勤務

## 関連番組
- BSN NEWS
- 新潟日報ニュース
- THE NEWS（TBSテレビ）
- THE NEWS TBC（東北放送）

| スタブアイコン | サブスタブ | この項目は、まだ閲覧者の調べものの参照としては役立たない、テレビ番組に関連した書きかけの項目です。この項目を加筆・訂正などしてくださる協力者を求めています（P:テレビ/PJ:放送または配信の番組）。 |